# 117 męczenników wietnamskich

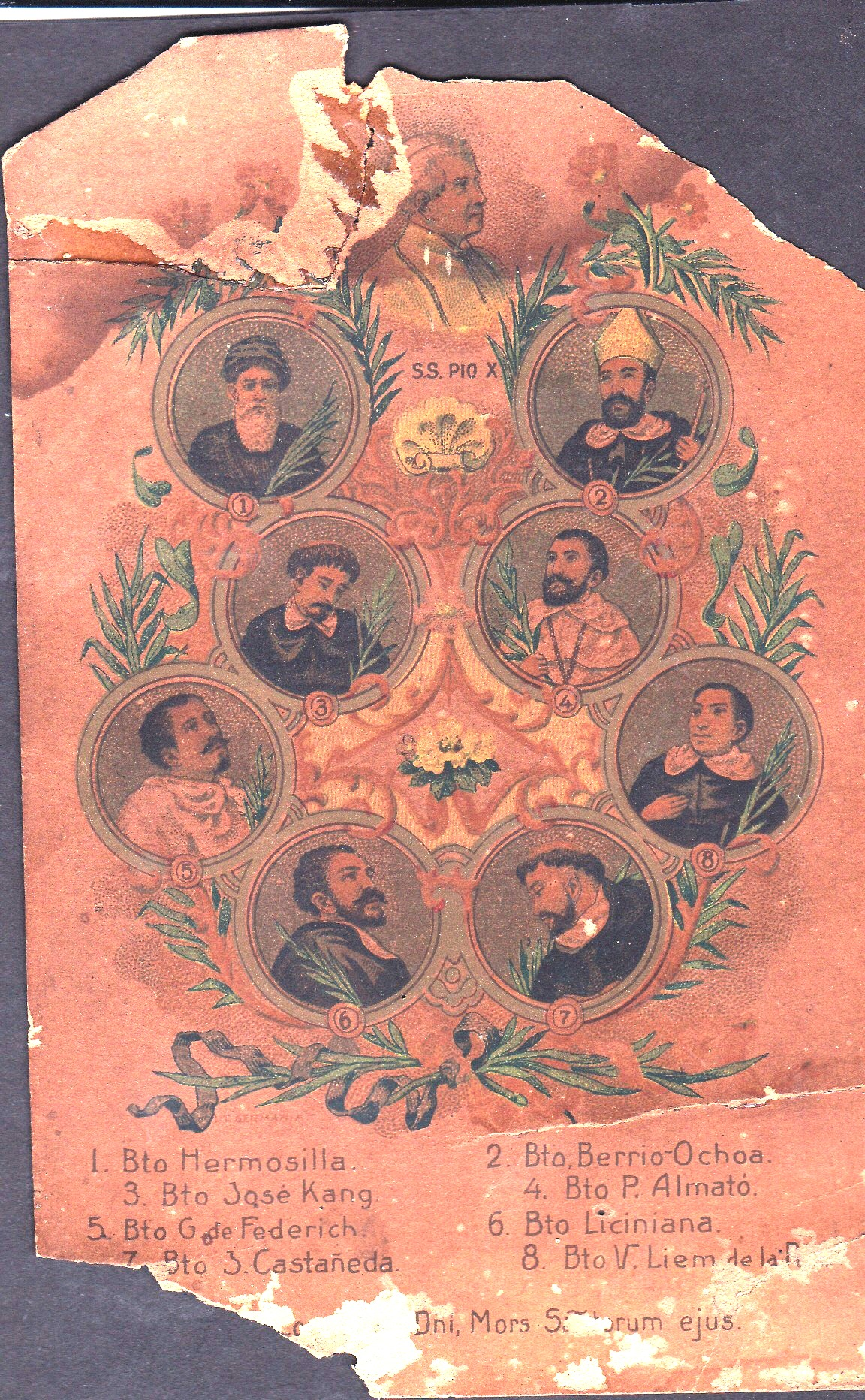
Modlitwa z okazji beatyfikacji 8 męczenników w 1906 roku przez Piusa X (znalezione w starej urnie).

117 męczenników wietnamskich (znani również jako Andrzej Dung-Lac i Towarzysze) – grupa męczenników zaliczonych w poczet świętych katolickich w 1988 roku przez Jana Pawła II.
Pierwsze niepotwierdzone wzmianki o misjonarzach katolickich w Wietnamie dotyczą 1533, jednak na większą skalę działalność misjonarską rozpoczęto w XVII w. wraz z powstaniem misji portugalskich w Faifo (obecnie Hội An) i z przybyciem francuskiego jezuity Aleksandra de Rhodesa. Działalność misjonarzy spotkała się z niechęcią władców Wietnamu, zarówno w domenie Trịnhów, jak i Nguyễnów. Edykty nakazywały misjonarzom opuszczenie kraju, a uchylających się od tego nakazu karano, do kary śmierci włącznie. Mimo to chętnie korzystano z pomocy technicznej misjonarzy. Pod koniec XVIII w. ta tendencja znacznie się nasiliła i na początku XIX w., za panowania Gia Longa, doprowadziła do legalizacji chrześcijaństwa. Odwrót od tej polityki nastąpił po śmierci Gia Longa, za panowania jego syna Minh Mạnga. Nieprzyjazny wobec katolicyzmu kurs trwał do lat 60. XIX w., do podporządkowania Wietnamu kolonizatorom francuskim i szczególnie drastyczne formy przybrał pod koniec tego okresu. Uznanie religii katolickiej nastąpiło 5 czerwca 1862 w wyniku podpisania francusko-hiszpańsko-wietnamskiego traktatu pokojowego.
Katolicy zaliczeni do grupy 117 męczenników wietnamskich zostali zamęczeni w latach 1745–1862. Wśród nich było 8 biskupów i 50 księży.
Beatyfikacje męczenników wietnamskich odbyły się w kilku grupach: 
- 27 maja 1900 – 64 osoby – Leon XIII
- 20 maja 1906 – 8 osób – Pius X
- 2 maja 1909 – 20 osób – Pius X
- 29 kwietnia 1951 – 25 osób – Pius XII

Kanonizacji tych 117 męczenników dokonał łącznie papież Jan Paweł II 19 czerwca 1988.
Ich wspomnienie liturgiczne obchodzone jest 24 listopada.

## Lista 117 męczenników wietnamskich

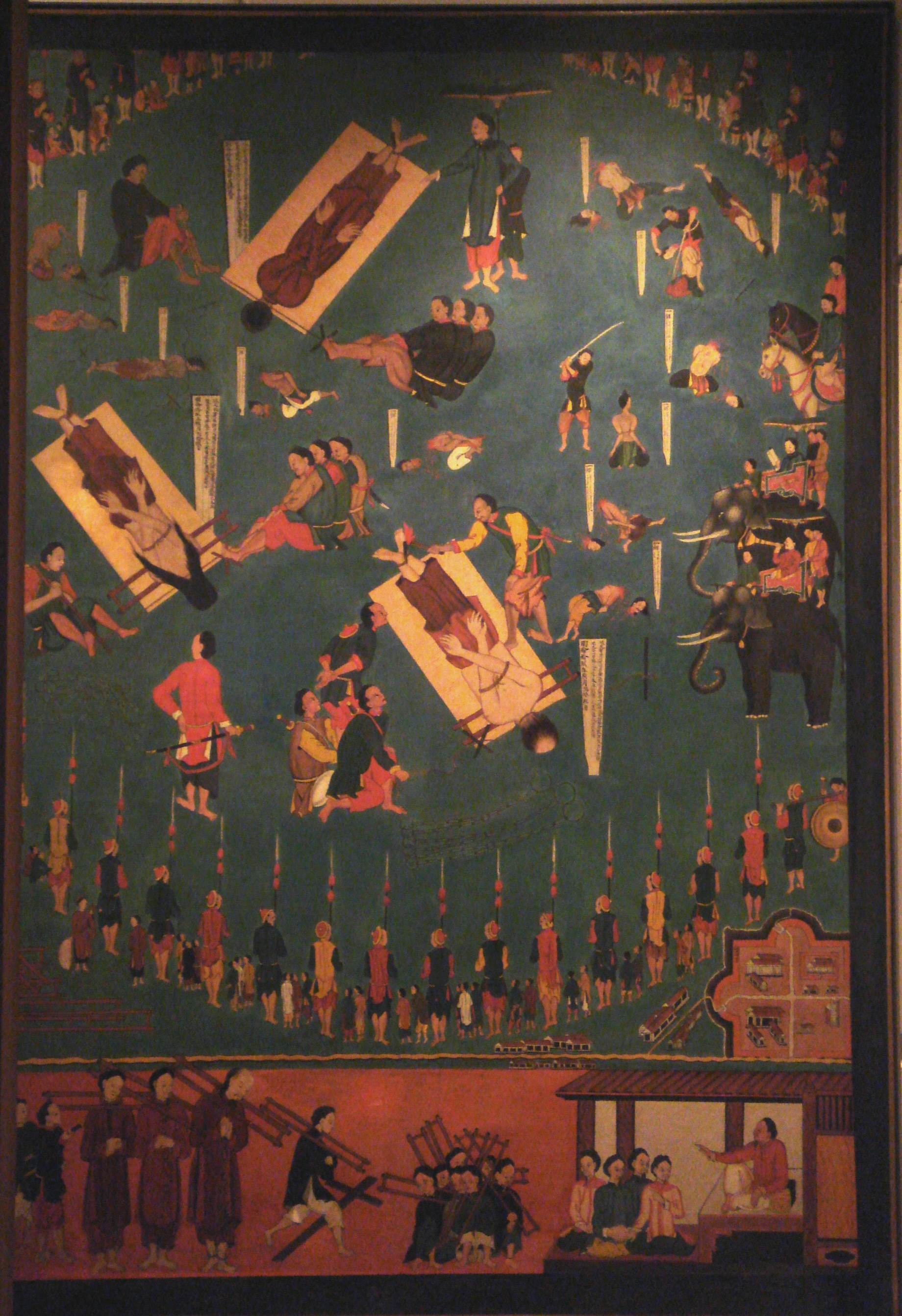
Wietnamscy męczennicy: Paweł Nguyễn Văn Mỹ, Piotr Đinh Văn Dũng, Piotr Trương Văn Đường (zm. 18 grudnia 1838)

### Zagraniczni misjonarze

#### Dominikanie
- św. Piotr Almato
- św. Walenty Berrio-Ochoa
- św. Hiacynt Casteñeda
- św. Ignacy Delgado
- św. Franciszek Gil de Frederich
- św. Józef Fernández
- św. Dominik Henares
- św. Hieronim Hermosilla
- św. Mateusz Alonso de Leciniana
- św. Józef María Díaz Sanjurjo
- św. Józef Sampedro

#### Stowarzyszenie Misji Zagranicznych (Missions Etrangères de Paris)
- św. Jan Bonnard
- św. Piotr Borie
- św. Jan Cornay
- św. Stefan Cuenot
- św. Franciszek Gagelin
- św. Franciszek Jaccard
- św. Józef Marchand
- św. Piotr Néron
- św. Augustyn Schoeffler
- św. Teofan Vénard

### Wietnamczycy

#### Księża
- św. Andrzej Dung-Lac
- św. Bernard Võ Văn Duệ
- św. Dominik Cẩm
- św. Emanuel Nguyễn Văn Triệu
- św. Filip Phan Văn Minh
- św. Jakub Đỗ Mai Năm
- św. Jan Đạt
- św. Jan Đoàn Trinh Hoan
- św. Józef Đặng Đình Viên
- św. Józef Nguyễn Đình Nghi
- św. Łukasz Vũ Bá Loan
- św. Marcin Tạ Đức Thịnh
- św. Paweł Lê Bảo Tịnh
- św. Paweł Lê Văn Lộc
- św. Paweł Nguyễn Ngân
- św. Paweł Phạm Khắc Khoan
- św. Piotr Đoàn Công Quý
- św. Piotr Khan
- św. Piotr Lê Tuỳ
- św. Piotr Nguyễn Bá Tuần
- św. Piotr Nguyễn Văn Lựu
- św. Piotr Trương Văn Thi
- św. Piotr Vũ Đăng Khoa
- św. Tomasz Khuông
- św. Wawrzyniec Nguyễn Văn Hưởng
- św. Wincenty Nguyễn Thế Điểm

#### Dominikanie
- św. Dominik Hà Trọng Mậu
- św. Dominik Nguyễn Văn Hạnh
- św. Dominik Nguyễn Văn Xuyên
- św. Dominik Trạch
- św. Dominik Vũ Đình Tước
- św. Józef Đỗ Quang Hiển
- św. Józef Tuân
- św. Piotr Nguyễn Văn Tự
- św. Tomasz Đinh Viết Dụ
- św. Wincenty Đỗ Yến
- św. Wincenty Phạm Hiếu Liêm

#### Świeccy
Katechiści
- św. Andrzej Nguyễn Kim Thông
- św. Andrzej Tường
- św. Dominik Bùi Văn Úy
- św. Franciszek Đỗ Văn Chiểu
- św. Franciszek Ksawery Hà Trọng Mậu
- św. Franciszek Ksawery Nguyễn Cần
- św. Jan Chrzciciel Đinh Văn Thanh
- św. Józef Hoàng Lương Cảnh
- św. Józef Nguyễn Đình Uyển
- św. Józef Nguyễn Duy Khang
- św. Józef Nguyễn Văn Lựu
- św. Paweł Nguyễn Văn Mỹ
- św. Piotr Đa
- św. Piotr Đinh Văn Dũng
- św. Piotr Ðoàn Văn Vân
- św. Piotr Nguyễn Khắc Tự
- św. Piotr Nguyễn Văn Hiếu
- św. Piotr Trương Văn Đường
- św. Piotr Vũ Văn Truật
- św. Tomasz Toán

Pozostali świeccy
- św. Agnieszka Lê Thị Thành
- św. Andrzej Trần Văn Trông
- św. Antoni Nguyễn Đích
- św. Antoni Nguyễn Hữu Quỳnh
- św. Augustyn Nguyễn Văn Mới
- św. Augustyn Phan Viết Huy
- św. Dominik Đinh Đạt
- św. Dominik Huyện
- św. Dominik Nguyên
- św. Dominik Nguyễn Đức Mạo
- św. Dominik Nhi
- św. Dominik Ninh
- św. Dominik Phạm Trọng Khảm
- św. Dominik Toại
- św. Emanuel Lê Văn Phụng
- św. Franciszek Trần Văn Trung
- św. Jan Chrzciciel Cỏn
- św. Józef Lê Đăng Thị
- św. Józef Phạm Trọng Tả
- św. Józef Trần Văn Tuấn
- św. Józef Túc
- św. Łukasz Phạm Trọng Thìn
- św. Marcin Thọ
- św. Mateusz Lê Văn Gẫm
- św. Mateusz Nguyễn Văn Ðắc
- św. Michał Hồ Đình Hy
- św. Michał Nguyễn Huy Mỹ
- św. Mikołaj Bùi Đức Thể
- św. Paweł Hạnh
- św. Paweł Tống Viết Bường
- św. Paweł Vũ Văn Dương
- św. Piotr Đinh Văn Thuần
- św. Stefan Nguyễn Văn Vinh
- św. Szymon Phan Đắc Hoà
- św. Tomasz Nguyễn Văn Đệ
- św. Tomasz Trần Văn Thiện
- św. Wawrzyniec Ngôn
- św. Wincenty Dương
- św. Wincenty Tường

(w przypadku osób pochodzenia wietnamskiego pierwsze imię jest imieniem nadanym podczas chrztu, następnie nazwisko i drugie, a potem pierwsze imię wietnamskie, które nosili przed chrztem)